# Luis Felipe I de Francia
Luis Felipe I (en francés: Louis-Philippe I.er; París, 6 de octubre de 1773-Claremont, 26 de agosto de 1850), nacido Luis Felipe de Orleans, fue el último rey de Francia pero el penúltimo de sus monarcas, ya que años más tarde Napoleón III Bonaparte se convertiría en emperador. Reinó con el título de «rey de los franceses» (roi des français) entre 1830 y 1848 y llevando implícito con ello el título de copríncipe de Andorra.
Era hijo del duque Luis Felipe II de Orleans, primo de Luis XVI, apodado «Felipe Igualdad» (Philippe Égalité). Durante la Revolución francesa, Luis Felipe fue conocido como el «Ciudadano Chartres» (a causa de su título de duque de Chartres) o «Igualdad hijo» (Égalité fils). Fue duque de Valois hasta 1785, duque de Chartres de 1773 a 1793 y, tras la muerte de su padre, duque de Orleans con el nombre de Luis Felipe III de 1793 a 1830.
Ascendió al trono en julio de 1830 con la revolución que obligó a abdicar a Carlos X, e inició un reinado de corte liberal que la historiografía ha conocido como la Monarquía de Julio (Monarchie de Juillet). Su gobierno se caracterizó por el ascenso de la burguesía como clase dominante, por la rápida industrialización del país y por el surgimiento del proletariado. Fue derrocado por la Revolución de 1848, que dio paso a la Segunda República Francesa.
Luis Felipe I recibió varios apodos durante su reinado: Rey Ciudadano (Roi Citoyen), Rey de los banqueros (Roi des banquiers) o Rey de las barricadas (Roi des barricades), este último porque ascendió al trono a través de la revuelta popular de julio de 1830.[cita requerida]

## Biografía

### Nacimiento y educación

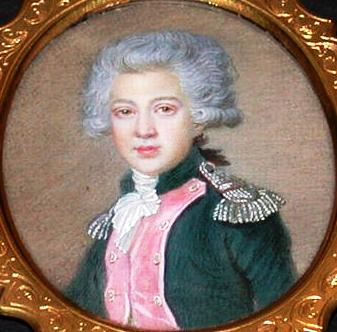
Retrato de Luis Felipe de Orleans, duque de Chartres, a la edad de dieciséis años en 1789.

Luis Felipe de Orleans nació en el Palais-Royal de París el 6 de octubre de 1773, y ese mismo día recibió un bautismo de urgencia de manos de André Gautier, doctor en la Sorbona y capellán del duque de Orleans, en presencia de Jean-Jacques Poupart, párroco de la iglesia de San Eustaquio de París y confesor del rey. Nieto de Luis Felipe I, duque de Orleans, era el hijo primogénito de Luis Felipe José de Orleans, duque de Chartres (1747-1793), más tarde conocido como «Felipe Igualdad» (descendiente del rey Luis XIII) y de Luisa María Adelaida de Borbón, mademoiselle de Penthiévre (1753-1821), también descendiente del rey Luis XIV de Francia. Desde su nacimiento tuvo el trato de Su Alteza Serenísima, el duque de Valois, hasta la muerte de su abuelo en 1785, cuando su padre tomó el título de duque de Orleans, correspondiéndole el título de duque de Chartres.
El 12 de mayo de 1788, Luis Felipe fue bautizado el mismo día que su hermano Antonio de Orleans en la capilla del Palacio de Versalles por el obispo de Metz y gran capellán de Francia, Louis-Joseph de Montmorency-Laval, en presencia de Afrodise Jacob, párroco de la iglesia de Notre-Dame de Versalles: su padrinos fueron el rey Luis XVI y la reina María Antonieta.
Su educación fue confiada inicialmente a la marquesa de Rochambeau, nombrada institutriz, y a madame Desroys, como subgobernanta. A la edad de cinco años, el joven duque de Valois pasó a la tutela del caballero de Bonnard, que fue nombrado vicegobernador en diciembre de 1777. Después de las intrigas de Félicité, condesa de Genlis, con el duque y la duquesa de Chartres, Bonnard fue despedido a principios de 1782, mientras que la condesa de Genlis, que ya era preceptora de sus hijas, fue nombrada gobernadora de los reales niños en 1781. Se trataba de una mujer ilustrada, escritora y seguidora de una pedagogía moralizante e inspirada en Rousseau, en el que ocupaba un lugar preferente el estudio de otros idiomas, llegando Luis Felipe a dominar la conversación en alemán, inglés, italiano y español. Madame de Genlis diría del futuro rey: «Era príncipe, he hecho de él un hombre; era torpe, he hecho de él un hombre hábil; era aburrido, le he convertido en un hombre amable; era cobarde, le he convertido en un hombre bravo; era mezquino, no he podido hacer de él un hombre generoso. Liberal, todo lo que se quiera; generoso, no».

### La revolución

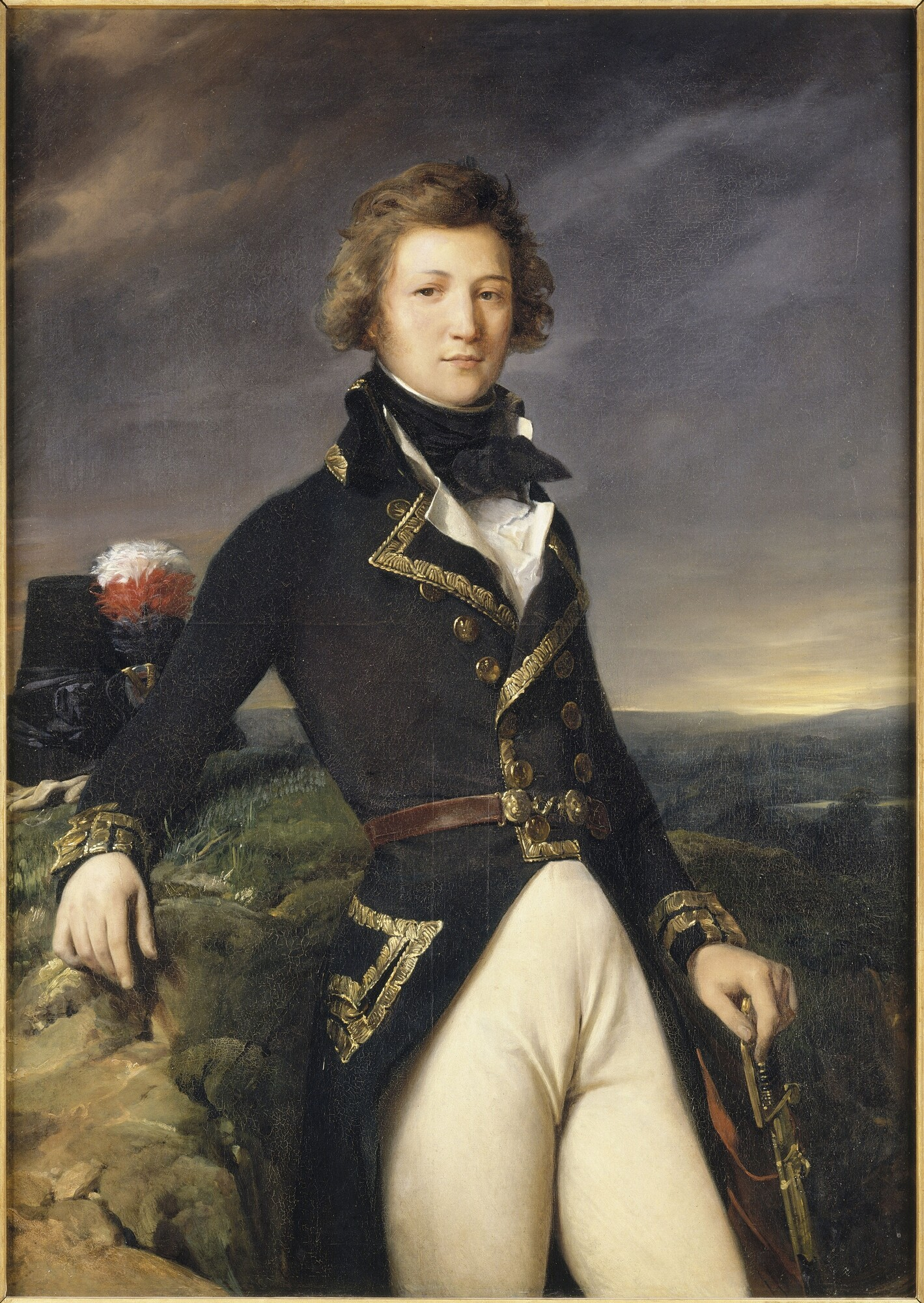
Retrato de Luis Felipe de Orleans, entonces duque de Chartres, en 1792.

Al igual que su padre el duque de Orleans, Luis Felipe fue un firme partidario de la Revolución Francesa. Bajo la influencia de su institutriz, Madame de Genlis, se unió al grupo de los jacobinos y apoyó la promulgación de la Constitución civil del clero.
Al principiar su carrera militar, el duque de Chartres tomó el mando del 14.º Regimiento de Dragones el 1 de junio de 1791 con el rango de coronel. Tras el estallido de la guerra en 1792, fue ascendido a mariscal de campo, luego participó con el ejército francés del Norte, comandado por Charles François Dumouriez, en las batallas de Valmy, Jemappes, donde jugó un papel importante al evitar la retirada del centro durante el primer asalto, y en la de Neerwinden (su título como teniente general al servicio de los ejércitos republicanos le valió su inscripción en el Arco de Triunfo de París).

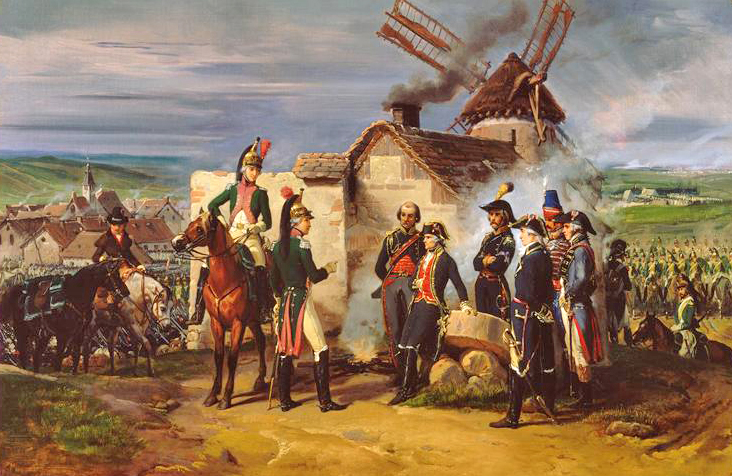
El duque de Chartres en Valmy, 1792, Éloi Firmin Féron, 1848, Ministerio de Defensa (Francia). El duque de Chartres (más tarde rey Luis Felipe I) y su hermano, el duque de Montpensier, informa sobre la batalla de Valmy al mariscal Rochambeau cerca del molino de Saint-Sauve, el 20 de septiembre de 1792.

Trató de persuadir a su padre para que no participara en el juicio de Luis XVI. Felipe Igualdad, sin embargo, votó a favor de la ejecución del rey. Fue visto con hostilidad por los emigrantes realistas y cargó con la responsabilidad de la participación de su padre en el regicidio.
En abril de 1793, tras el guillotinamiento de Luis XVI, se trasladó a los Países Bajos Austríacos cuando su superior, el general Dumouriez, se pasó a las filas enemigas tras su intento de golpe de Estado fallido contra la Convención.

### Exilio (1793-1815)
La reacción en París a la participación de Luis Felipe en la traición de Dumouriez conllevó la desgracia para la familia Orleans. Felipe Igualdad habló en la Convención Nacional, condenó a su hijo por sus acciones y afirmando que no lo perdonaría, de forma muy semejante al cónsul romano Bruto y sus hijos. Sin embargo, las cartas de Luis Felipe a su padre fueron descubiertas y se leyeron a la Convención. La fortuna familiar fue incautada y Felipe Igualdad fue puesto bajo vigilancia. Poco después, los girondinos tomaron medidas para arrestarlo a él y a sus dos hijos menores, Luis Carlos y Antonio Felipe (este último había estado sirviendo en el Ejército de Italia). Los tres fueron internados en el fuerte de Saint-Jean en Marsella.
Mientras tanto, Luis Felipe se vio obligado a vivir en las sombras, evitando tanto a los revolucionarios pro republicanos como a los centros de emigrados franceses legitimistas en varias partes de Europa y también al ejército austríaco. Primero se instaló en Suiza con un nombre falso y se reunió con la condesa de Genlis y su hermana Adelaida en Schaffhausen. De allí se dirigieron a Zúrich, donde las autoridades decretaron que para proteger la neutralidad suiza, Luis Felipe tendría que abandonar la ciudad. Fueron a Zug, donde sería descubierto por un grupo de emigrados.
Se hizo bastante evidente que, para que las damas se establecieran pacíficamente en cualquier lugar, tendrían que separarse de Luis Felipe. Se fue con su ayuda de cámara, Balduino, hacia los Alpes, y luego a Basilea, donde vendió todas sus pertenencias menos uno de sus caballos. Se fue mudando de ciudad en ciudad a lo largo de Suiza. Los monjes les negaron la entrada a un monasterio pues creían que eran vagabundos. En otra ocasión, tras pasar la noche en un granero, se despertó apuntado por un mosquete, por el dueño del granero que pretendía alejar a los supuestos ladrones.
A lo largo de este período, nunca permaneció en un lugar más de 48 horas. Finalmente, sin revelar su auténtica identidad por temor a ser descubierto, en octubre de 1793, Luis Felipe consiguió un puesto de profesor de geografía, historia, matemáticas y lenguas modernas en un internado para varones en Reichenau, en los Grisones. Su salario era de 1400 francos y trabajaba bajo el nombre de Monsieur Chabos. Allí mantiene una relación amorosa con Marianne Banzori, la cocinera del colegio, con la que tuvo un hijo. Llevaba un mes en la escuela cuando le llegaron noticias de París: su padre había sido guillotinado el 6 de noviembre de 1793 tras un juicio ante el tribunal revolucionario.

#### Viajes

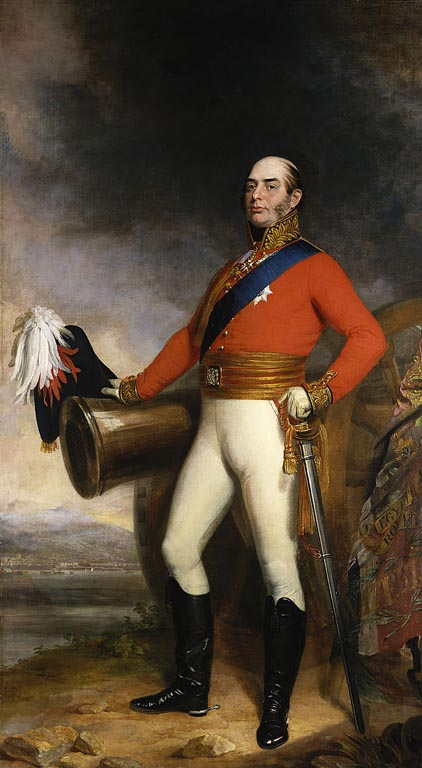
Luis Felipe entabló una buena amistad con el príncipe Eduardo de Kent, y se mudó a Inglaterra, donde permaneció desde 1800 hasta 1815.

Finalmente su falsa identidad fue descubierta, lo que lo obligó a huir nuevamente de Reichenau, comenzando una serie de largos viajes por toda Europa, bajo un nombre falso. Separó a Adelaida, de dieciséis años, de la condesa de Genlis, con quien se había peleado, y la instaló con su tía abuela, la princesa de Conti en Friburgo. Posteriormente la joven princesa se trasladaría a Baviera y a Hungría y, finalmente, junto a su madre, que permanecía exiliada en España.
Visitó Escandinavia en 1795 y se trasladó a Finlandia. Durante aproximadamente un año, permaneció en Muonio, un pueblo remoto en el valle del río Torne en Laponia. Vivió en la rectoría bajo el nombre de Müller, como invitado del vicario luterano local. Durante su estancia a Muonio, supuestamente engendró un hijo con Beata Caisa Wahlborn (1766-1830) llamado Erik Kolstrøm (1796-1879). Posteriormente partió para una expedición que lo llevó al Cabo Norte. «El primer francés en llegar al Cabo Norte», presumiría posteriormente, enviando en 1838 una fragata para traer su busto de bronce.
En 1796, el Directorio consintió en la liberación de sus dos hermanos menores, Antonio Felipe y Luis Carlos, que permanecían presos, con la condición de que los tres se embarcaran hacia los Estados Unidos. Se establecieron en Filadelfia y posteriormente en Nueva York, donde probablemente se alojaron en la finca de la familia Somerindyck en Broadway y la calle 75 con otros príncipes exiliados, y Boston, donde trabajó como profesor de francés, alojándose en el mismo edificio de lo que hoy es el restaurante más antiguo de la ciudad, el Union Oyster House. Durante su estadía en los Estados Unidos, Luis Felipe se reunió con políticos estadounidenses y personas de la alta sociedad de ese país, como George Clinton, John Jay, Alexander Hamilton y George Washington. En 1797, visitó Cabo Cod, coincidiendo con la separación de la ciudad de Eastman en dos municipios, uno de los cuales tomó el nombre de Orleans, posiblemente en su honor. Durante su estancia, viajaron por todo el país, desde Nashville, en el sur, a Maine, en el norte. Los hermanos incluso fueron detenidos brevemente en Filadelfia durante un brote de fiebre amarilla. También se cree que allí conoció a Isaac Snow, de Orleans (Massachusetts), quien había escapado de una barcaza prisión inglesa hacia Francia durante la Guerra de Independencia de los Estados Unidos. En 1839, mientras reflexionaba sobre su visita a Estados Unidos, Luis Felipe explicó en una carta a Guizot que sus tres años en ese país tuvieron una gran influencia en su pensamiento político, cuando se convirtió en rey.
En 1797, mientras permanecía en Boston, Luis Felipe conoció el golpe de Estado del 18 de fructidor y el exilio de su madre en España, por lo que decidió volver a Europa junto con sus hermanos. Viajaron hasta Nueva Orleans, planeando navegar a La Habana y desde allí hasta España, pero sus planes se vieron alterados por la guerra entre España y Gran Bretaña. Navegaron hacia La Habana en una corbeta estadounidense, pero el barco fue detenido en el golfo de México por un buque de guerra británico. Los británicos se hicieron cargo de los tres hermanos, aunque de todos modos los llevaron a La Habana. Tuvieron que permanecer más de un año en Cuba sin encontrar pasaje a Europa en ningún barco, para terminar siendo expulsados por las autoridades españolas, deseosas de atraerse la amistad de los franceses. Viajaron entonces, vía Bahamas, hasta Nueva Escocia, donde fueron recibidos por el duque de Kent, hijo del rey Jorge III y (más tarde) padre de la reina Victoria. Posteriormente viajaron hasta Inglaterra, donde llegaron en enero de 1800, donde permanecerían los siguientes quince años. Durante su estancia, Luis Felipe entabló una amistad duradera con la realeza británica. En estos años, enseñó matemáticas y geografía en la prestigiosa Great Ealing School, considerada, en su apogeo del siglo XIX, como «la mejor escuela privada de Inglaterra».
Dos veces en 1808 y 1810, Luis Felipe intentó tomar las armas en España contra los ejércitos napoleónicos pero vio frustrados sus proyectos por la negativa del gobierno británico.

### Matrimonio

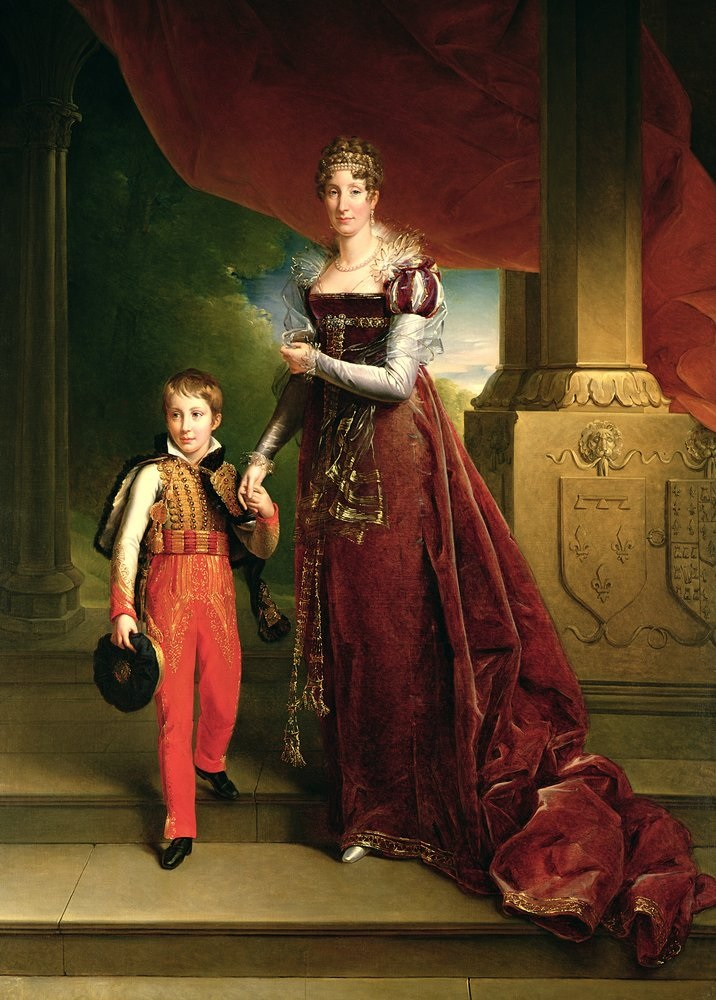
María Amelia, duquesa de Orleans con su hijo Fernando Felipe, duque de Orleans.

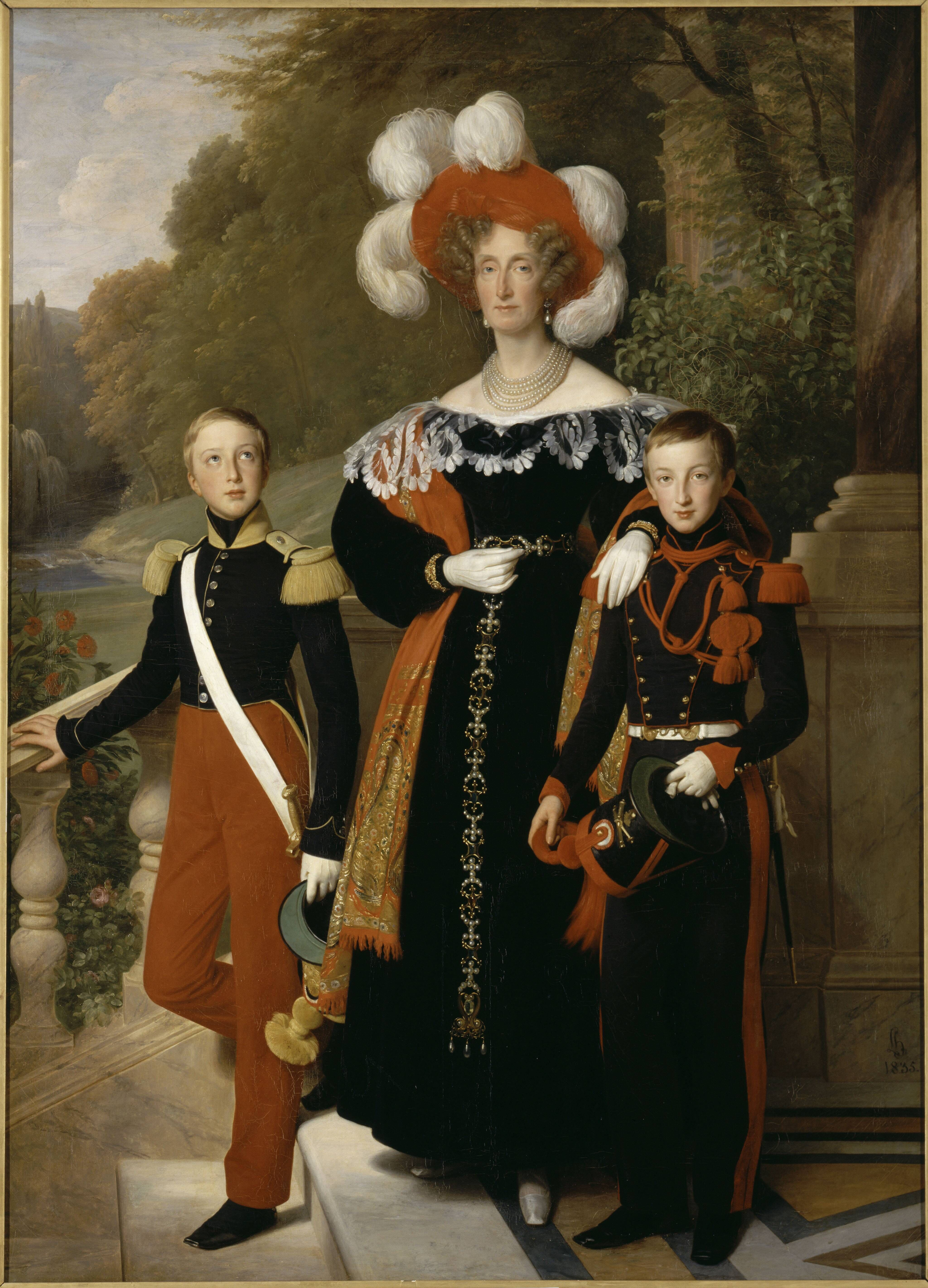
Retrato de la reina María Amelia de Borbón-Dos Sicilias de 1835, con sus dos hijos menores Enrique de Orleans, duque de Aumale (1822), y Antonio de Orleans, duque de Montpensier (1824).

En 1808, Luis Felipe propuso matrimonio a la hija del rey Jorge III, Isabel del Reino Unido. Pero debido a su fe católica y la oposición de su madre, la reina Carlota, hicieron que la princesa rechazara la oferta a regañadientes.
Luis Felipe se refugió en Sicilia en 1809, en la corte del rey Fernando I de las Dos Sicilias, que había huido de Nápoles con el apoyo inglés después de que el ejército francés tomara la capital y Napoleón declarase la extinción de la dinastía borbónica y estableciese a su hermano José I Bonaparte como nuevo monarca. En Palermo Luis Felipe conoció a la que sería su esposa, la princesa María Amelia de Borbón-Dos Sicilias, hija del rey Fernando y María Carolina de Austria. La ceremonia se celebró en Palermo el 25 de noviembre de 1809. El matrimonio se consideró controvertido, porque ella era la sobrina de la reina María Antonieta de Francia, mientras que él era el hijo de Luis Felipe II, duque de Orleans, considerado participante en la ejecución de su tía. Por este motivo, su madre se mostró escéptica respecto al matrimonio. Había estado muy unida a su hermana menor y quedó devastada con su ejecución, pero terminó por dar su consentimiento después de que el novio la convenciera de que estaba decidido a compensar los errores de su padre. Durante los primeros años de su matrimonio, la pareja vivió bajo protección británica en Palermo, en el palacio de Orleans, que les regaló su padre, y tuvieron diez hijos:
- 1.º Fernando Felipe de Orleans, duque de Orleans (3 de septiembre de 1810-13 de julio de 1842). Su hijo Felipe de Orleans, conde de París, será pretendiente orleanista al trono de Francia;
- 2.º Luisa María de Orleans (3 de abril de 1812-11 de octubre de 1850) después reina consorte de Bélgica por su matrimonio con Leopoldo I de Bélgica, madre de Leopoldo II y de Carlota de Bélgica, emperatriz de México;
- 3.º María de Orleans (12 de abril de 1813-6 de junio de 1839) contrajo matrimonio con el duque Alejandro de Württemberg (1804-1881), madre de Felipe de Württemberg;
- 4.º Luis Carlos Felipe Rafael, duque de Nemours (25 de octubre de 1814-26 de junio de 1896) contrajo matrimonio con Victoria de Sajonia-Coburgo-Gotha (1822-1857), padre de Gastón de Orleans, conde de Eu, tronco de la casa de Orléans-Braganza;
- 5.º Francisca de Orleans (28 de marzo de 1816-21 de mayo de 1818);
- 6.º Clementina de Orleans (3 de junio de 1817-16 de febrero de 1907) contrajo matrimonio con Augusto de Sajonia-Coburgo-Gotha, madre de Fernando I de Bulgaria;
- 7.º Francisco de Orleans, príncipe de Joinville (14 de agosto de 1818-16 de junio de 1900) contrajo matrimonio con la princesa Francisca de Brasil (1824-1898) hija de Pedro I de Brasil. Son padres de Francisca de Orleans, casada con su primo Roberto de Orleans, duque de Chartres;
- 8.º Carlos, duque de Penthièvre (1 de enero de 1820-25 de julio de 1828);
- 9.º Enrique, duque de Aumale (16 de junio de 1822-7 de mayo de 1897) contrajo matrimonio con la princesa Carolina Augusta de Borbón-Dos Sicilias (1822-1869), hija de Leopoldo, príncipe de Salerno. Sus hijos murieron antes que él;
- 10.º Antonio, duque de Montpensier (31 de julio de 1824-1890) llegó a ser infante de España después de estar casado con Luisa Fernanda (1832-1897), hija de Fernando VII de España y hermana de Isabel II (tronco de la Casa de Orleans-Borbón). Su primogénita María Isabel de Orleans se casó con Felipe de Orleans, conde de París y su tercera hija (quinta contando también los hijos varones), María de las Mercedes de Orleans, se casó con Alfonso XII de España (hijo de Isabel II y por tanto primo de su esposa).

### Príncipe de sangre (1814-1830)

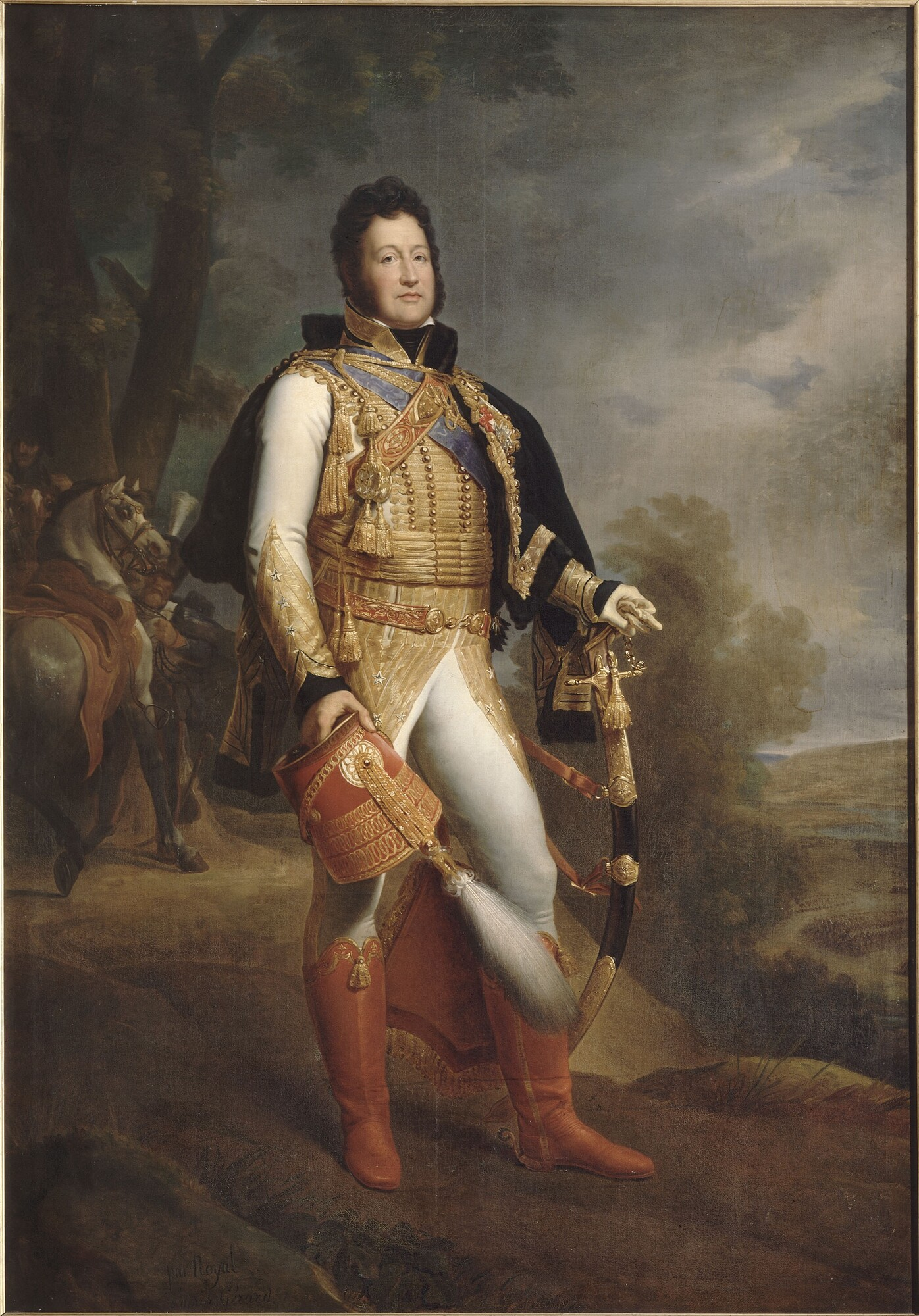
El duque Luis Felipe III de Orléans en uniforme de húsar, pintado por Gérard en 1817.

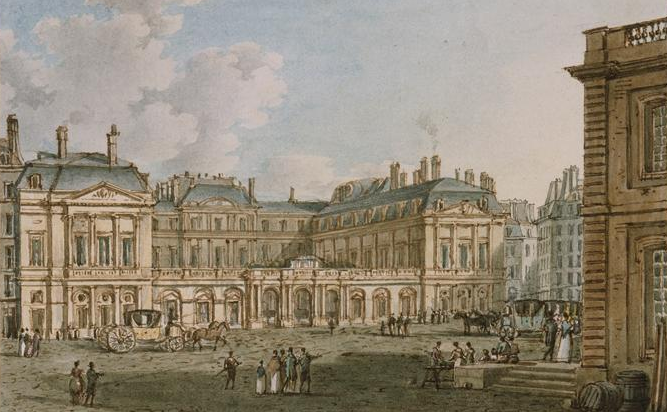
Vista de 1810 del Palais Royal de París, donde se estableció Luis Felipe, a su regreso a Francia en 1814.

Tras la caída de Napoleón, en mayo de 1814, Luis Felipe regresó a Francia durante el reinado de su primo Luis XVIII, en el periodo de la Restauración. Para entonces había logrado la reconciliación, durante el exilio, de la familia de Orleans con la rama primogénita de los Borbones, y una vez más se encontraba en la corte. Recibió el título de duque de Orleans, y se le devolvió la tradicional residencia de su familia en París, el Palais-Royal. A su llegada, tuvo que pelearse con los guardias del palacio que no le dejaban acceder y que aún llevaban la librea imperial. Lo primero que hizo nada más entrar fue besar los escalones de la escalera principal. En septiembre de ese mismo año, llegaron la duquesa María Amelia, sus hijos y la hermana del duque, Adelaida. Durante todo el verano se habían hecho ingentes esfuerzos para restaurar el edificio y darle la importancia que tuvo antes de la Revolución. Para ello Luis Felipe tuvo que expulsar a comerciantes, locatarios e incluso a comediantes de la vecina Comédie-Française que habían ocupado varias partes del palacio durante los años previos. El 25 de octubre, nació el duque de Nemours en el Palais-Royal.
Se inició entonces un proceso de recuperación de las propiedades de los Orleans, o al menos de aquellas que no habían sido vendidas como bienes nacionales. La propiedades se dividían en tres tipos:
- El apanage: el Palais-Royal y el castillo de Villers-Cotterêts.
- Los bienes patrimoniales: el parque Monceau y el castillo de Le Raincy.
- La fortuna: 12 millones de francos que el Estado entregó por la venta de los bienes de Felipe Igualdad, restándole las deudas.

Todo ello quedó a medias debido a la huida de Napoléon de la isla de Elba y la marcha de nuevo al exilio en Inglaterra, de donde no volvería hasta 1817, debido a su oposición manifiesta con la política del rey y a su resentimiento por el trato a su familia, una rama de la Casa de Borbón bajo el Antiguo Régimen. Todo ello provocó fricciones entre el monarca y él, poniéndose abiertamente del lado de la oposición liberal. En esa época, creció la popularidad de Luis Felipe, al encarnar una oposición mesurada a la política ultrarrealista del monarca y no rechazar la Revolución Francesa en su totalidad. Oposición que se ilustra en su condena del denominado Terror Blanco.
Luis Felipe mantenía un estilo de vida modesto y burgués, enviando a sus hijos al Lycée Henri IV. Sin embargo, esta «comedia de modales sencillos» no correspondía realmente al personaje de Luis Felipe, que mantenía «el orgullo de raza» y se aferraba a sus derechos de sangre.
Lentamente, se rehízo la fortuna de los Orléans ampliándose gracias a la herencia de la duquesa viuda María Adelaida de Borbón, fallecida en 1821 y que legó a sus hijos la fortuna del duque de Penthievre que incluía los castillos de Amboise, Chanteloup, Anet, Bizy, La Ferté-Vidame y la capilla de Dreux.
Luis Felipe mantuvo términos mucho más amigables con el hermano y sucesor de Luis XVIII, quien accedió al trono en 1824 y con quien socializó. Al día siguiente de la muerte de Luis XVIII, Luis Felipe obtuvo el rango de alteza real otorgado por Carlos X, siendo además muy beneficiado a raíz de la «Ley del millardo a los emigrados», aprobada en 1825, que le aportó una enorme indemnización. Sin embargo, su oposición a las políticas de Villèle y más tarde de Jules de Polignac hizo que se le considerara una amenaza constante para la estabilidad del gobierno borbónico, lo que pronto resultó ser una ventaja para él.

### Revolución y ascenso

#### LaRevolución de 1830

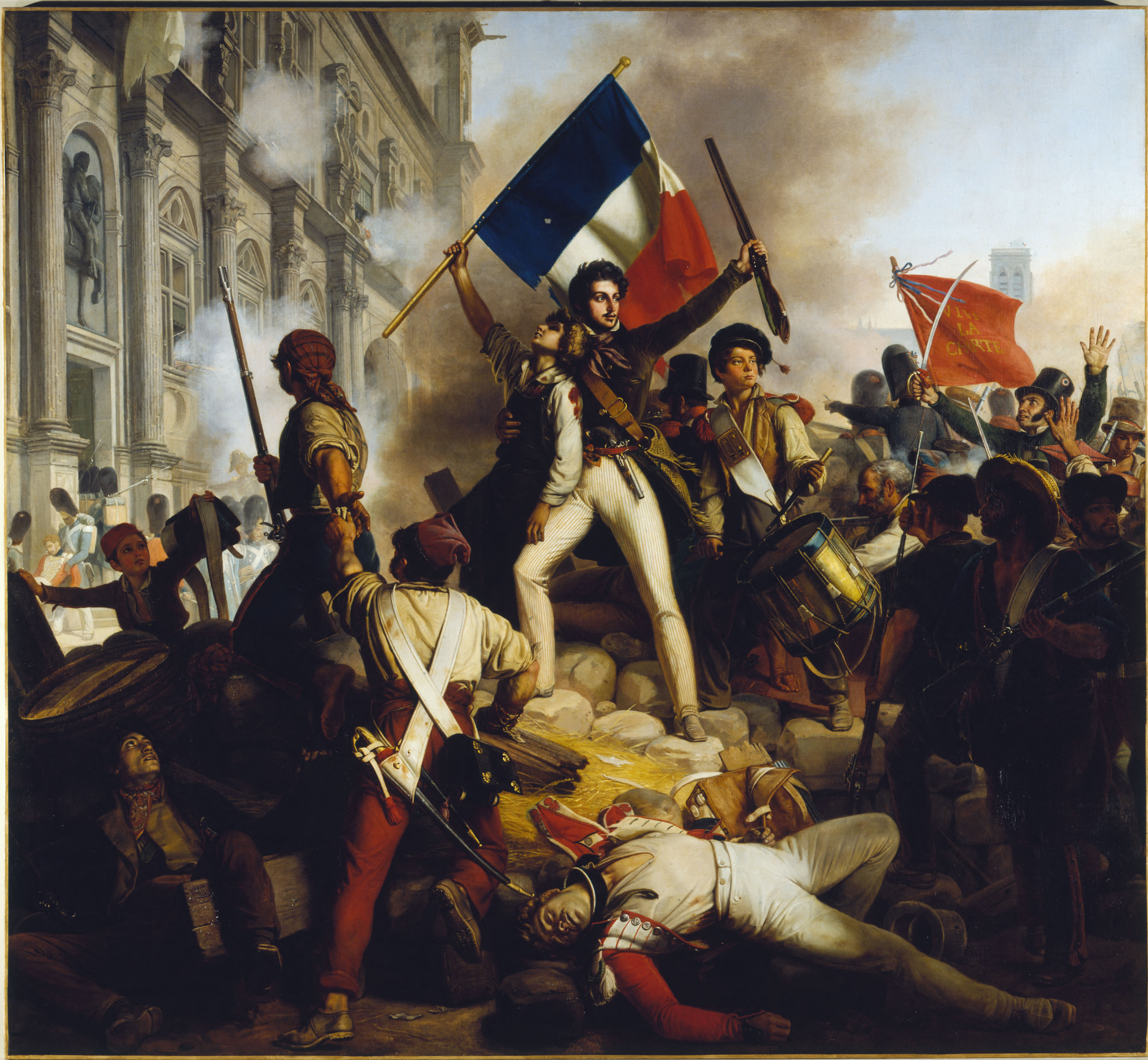
Combate frente al Ayuntamiento de París el 28 de julio de 1830 de Jean-Victor Schnetz. París, museo del Petit Palais.

Después de un largo período de agitación ministerial, parlamentaria y periodística, el rey Carlos X publicó unas ordenanzas en julio de 1830, buscando la consolidación de su poder absoluto. Se suspendía la libertad de prensa, se disolvía la Cámara de los Diputados y se reformaba la ley electoral, restringiendo el derecho al sufragio, para beneficiar a los grandes terratenientes, que se suponía que estaban del lado del rey. En respuesta a estas medidas, los parisinos se levantaron en los llamados «tres gloriosos» días, erigieron barricadas y se enfrentaron a las fuerzas armadas, comandadas por el mariscal Marmont, en combates que dejaron alrededor de 200 soldados muertos y casi 800 entre los insurgentes. La revuelta rápidamente se convirtió en una revolución.

#### Abdicación de Carlos X

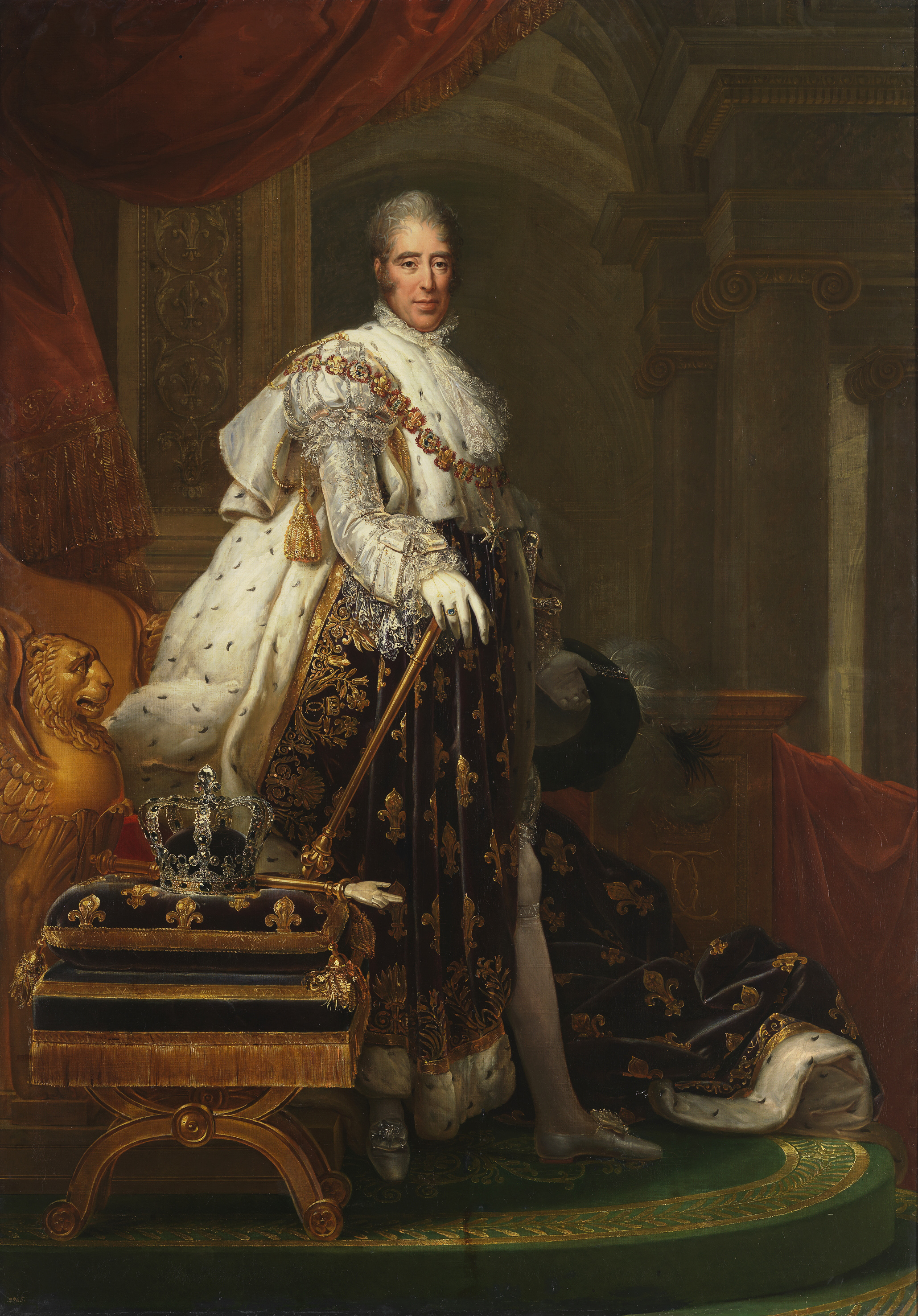
Carlos X de Francia.

En el tercer y último día de la insurrección, el 29 de julio de 1830, Carlos X cedió ante los insurgentes: destituyó al ministro Polignac y nombró a Casimir-Louis-Victurnien de Rochechouart de Mortemart, un moderado, como jefe de gobierno. Pero ya era demasiado tarde: el 30 de julio, la comisión municipal, convertida en gobierno provisional anunció: «Carlos X ha dejado de reinar sobre Francia».
El 2 de agosto, Carlos X, se retiró a Rambouillet, abdicó y convenció a su hijo, el delfín, de que refrendara esta abdicación. Encomendó a su primo, el duque de Orleans, la tarea de anunciar que, por tanto, su abdicación se llevaba a cabo en beneficio de su nieto el duque de Burdeos (futuro «conde de Chambord»), convirtiendo a Luis Felipe en regente.
No habiendo sido planeado nada, comienza entonces una discusión entre las diferentes formas de suceder a la monarquía borbónica. Algunos aclaman el nombre de Napoleón, otros avanzan al grito de la República, de la que La Fayette sería la esperanza, pero estas dos soluciones no son generalmente bien acogidas. Una gran parte de los diputados no creen que el establecimiento de un régimen republicano estable sea posible, pero, aunque el reinado de los Borbones se da por terminado, hay algunos, como Thiers, que están a favor de una alternativa monárquica orleanista encabezada por Luis Felipe, que era bastante popular.
Thiers, junto con Mignet, logró superar a los republicanos y fortalecer la causa orleanista. Los diputados nombraron al duque de Orleans lugarteniente general del reino, título que aceptó el 31 de julio.

#### Lugarteniente general del Reino
El 31 de julio de 1830, los diputados liberales presentes en la capital lograron, con la complicidad de La Fayette, terminar con la insurrección republicana que había expulsado a Carlos X y se había apoderado de la capital, proclamando a Luis Felipe de Orleans como lugarteniente general del reino.
En Francia, este título se había atribuido en raras ocasiones, y siempre a príncipes que han ejercido la autoridad real en ausencia o incapacidad del rey legítimo. Así, durante la primera restauración en 1814, el conde de Artois, que había precedido a Luis XVIII en París, había tomado el título de lugarteniente general del reino hasta la llegada del legítimo monarca. Al final de las jornadas de julio, se eligió esta fórmula porque se consideraba un puente para el futuro, pero sin subrayar nada.
Por entonces, el duque se encarga de la salida de la familia de Carlos X de Francia. Pues el mismo día en el que es nombrado lugarteniente general, envió al capitán Dumont d'Urville a El Havre con la orden de fletar los dos cruceros estadounidenses más grandes que pudiera encontrar y llevarlos a Cherburgo. El prefecto marítimo de Cherburgo era el destinatario de un despacho secreto que le indica el destino de los cruceros y recomienda que «S. M. el rey Carlos X y su familia sean rodeados de muestras del mayor respeto tanto en Cherburgo como a bordo de los barcos». Finalmente, Luis Felipe nombró a los comisarios responsables de acompañar al rey en el camino al exilio: Odilon Barrot, el mariscal Maison, Auguste de Schonen y el duque de Coigny.

#### Advenimiento de un nuevo régimen

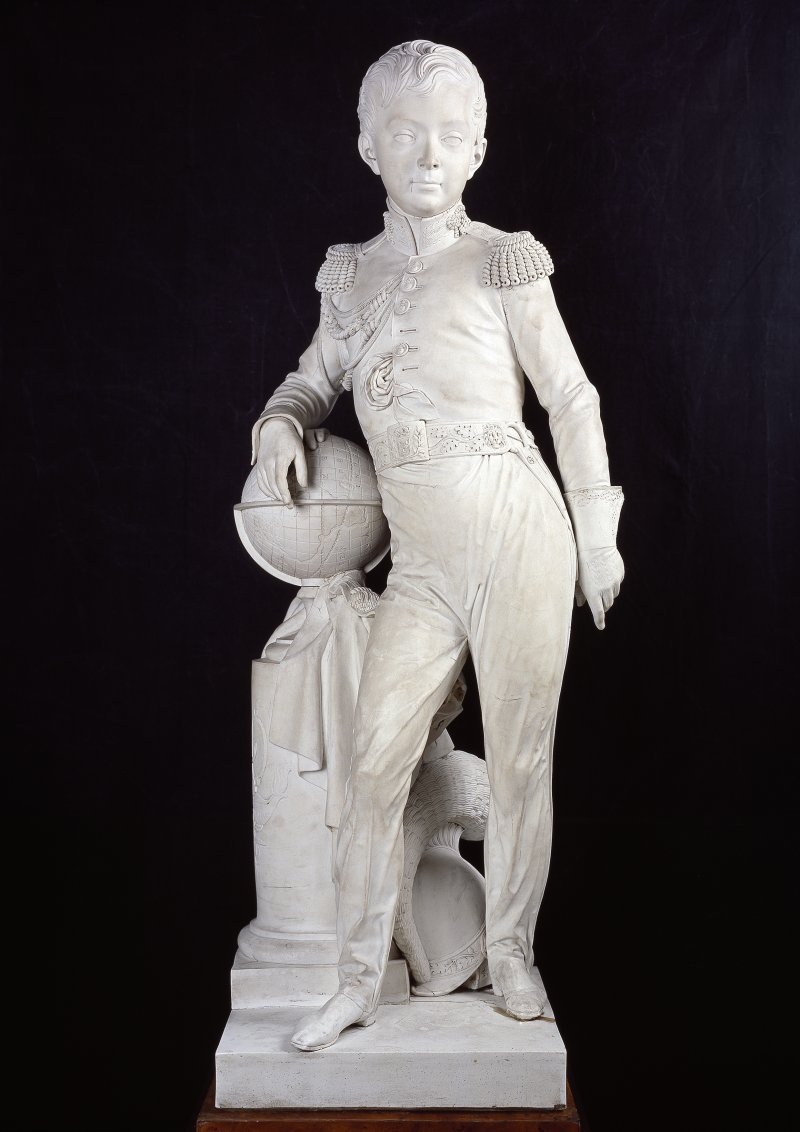
Pierre Sébastien Guersant, el duque de Burdeos, biscuit de Sevres, 1827, Museo de Artes Decorativas y Diseño de Burdeos

Siguiendo el consejo de Marmont, Carlos X intentará una última maniobra abdicando a favor de su nieto, el joven duque de Burdeos, de diez años, para intentar salvar la dinastía. Encargó a su primo Luis Felipe, lugarteniente general, que anunciara a la Cámara de Diputados elegida por el pueblo su deseo de que su nieto lo suceda. Sin embargo, para aumentar sus propias posibilidades de sucesión, evade el encargo, y termina así con el reinado virtual de «Enrique V». Posteriormente, Luis Felipe citó tres razones diferentes para negarse a reconocer la doble abdicación de Carlos X y su hijo:
- Los revolucionarios ya no querían a los Borbones y era imposible pretender imponerles uno, fuera el que fuese («Me hubieran echado con ellos»): de hecho, Luis Felipe, elevado al trono «aunque Borbón», habría tenido dificultades para escapar de este rechazo él mismo.[21]
- El joven duque de Burdeos habría estado bajo la influencia de su familia, en particular de su madre, la duquesa de Berry.
- Finalmente, la delicada salud del duque de Burdeos y las sospechas de que su posible declive y muerte habrían caído sobre Luis Felipe. («el menor cólico, me habrían acusado de haberlo envenenado»).

Carlos X y su familia, incluido su nieto, se exiliaron en Gran Bretaña. El joven pretendiente, el duque de Burdeos, que en el exilio tomó el título de conde de Chambord, se convirtió más tarde en el pretendiente al trono de Francia y sería apoyado por los legitimistas.
El 3 de agosto, el lugarteniente general concedió, de su fortuna personal, una pensión de 1500 francos al autor de La Marsellesa, Rouget de Lisle. Asciende al grado de subteniente a todos los estudiantes de la École polytechnique que combatieron durante la Revolución de 1830 y otorgó condecoraciones a los estudiantes de las facultades de Derecho y Medicina. Cuestionable fue el nombramiento del barón Pasquier, quien sirvió en todos los regímenes anteriores, como presidente de la Cámara de los Pares, el otorgar al duque de Chartres el derecho a sentarse en la Cámara de los Pares y al duque de Nemours la gran cruz de la Legión de Honor. El 6 de agosto decidió que el Gallo galo adornase el asta de la bandera de la Guardia Nacional.
Sin embargo, en el palacio del Luxemburgo los pares parecen notar su falta de control sobre el curso de los eventos. Chateaubriand pronunció un magnífico discurso en el que habló a favor de Enrique V y en contra del duque de Orleans. Por 89 votos de los 114 presentes (de un total de 308 pares con derecho a voto), la cámara alta aceptó la propuesta de la Cámara de los Diputados con un ligero cambio en los nombramientos de pares realizados por Carlos X, para lo cual se contó con la gran prudencia del príncipe-lugarteniente general.

### Rey de los franceses

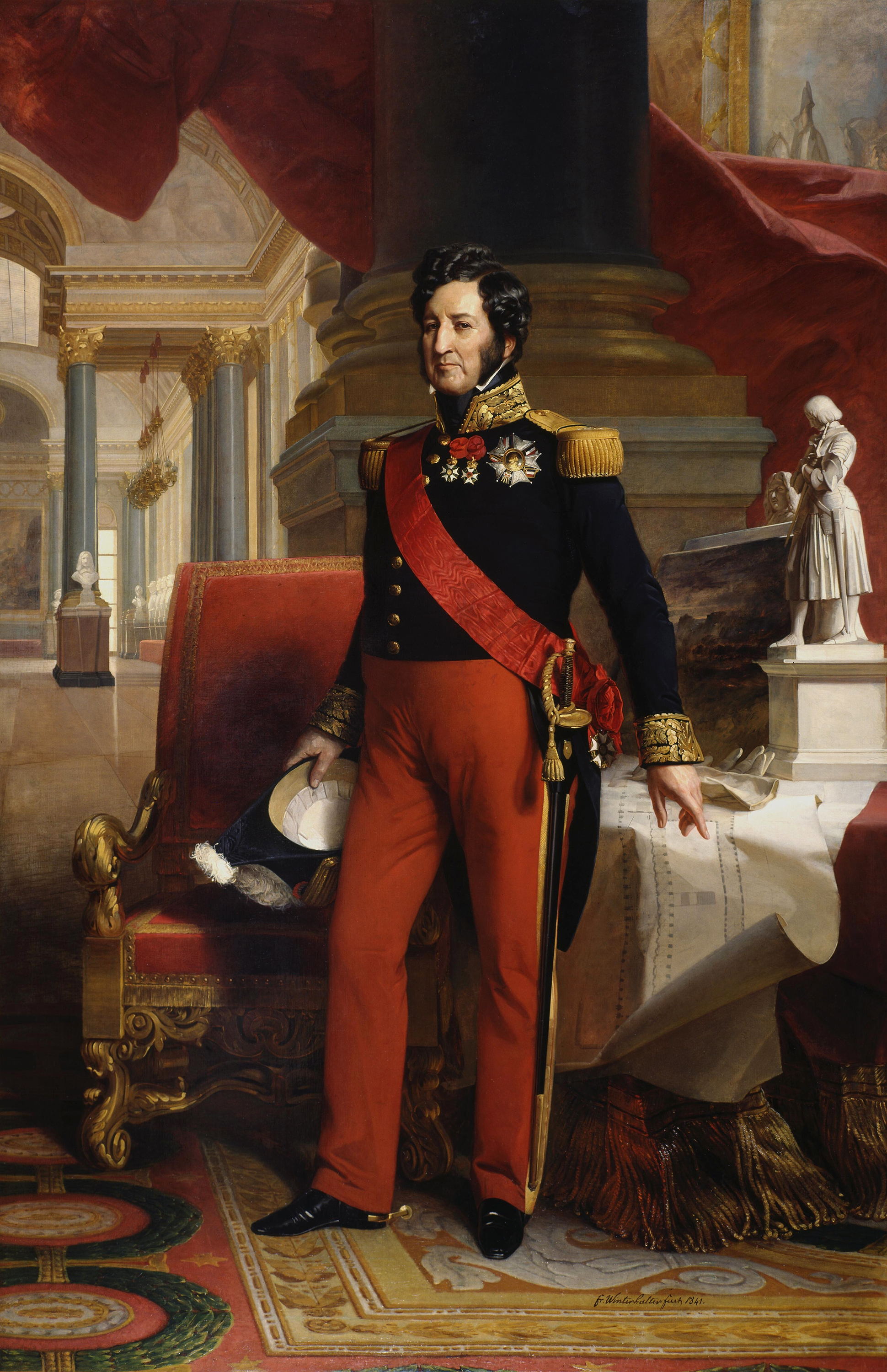
Retrato de Luis Felipe I, por Franz Xaver Winterhalter (1841)

#### Entronización
Las características de la entronización del nuevo rey se fijan el domingo 8 de agosto de 1830:
- Luis Felipe quería reinar bajo el nombre de Felipe VII. Esto es defendido ardientemente por la duquesa de Orleans y apoyada por los doctrinarios, partidarios de la continuidad entre la Restauración y la Monarquía de Julio. Pero es rechazado por los revolucionarios moderados y los republicanos. Finalmente ganan estos últimos gracias al apoyo de La Fayette: por lo tanto, el nuevo rey llevará el nombre de Luis Felipe I.
- Las expresiones «Por la gracia de Dios ...» y «El año de gracia ...», aunque defendidas por el duque de Broglie, se descartan por recordar demasiado al Antiguo Régimen y no se corresponden con el nuevo dogma de la soberanía nacional, fuente de legitimidad de la nueva monarquía. Lo mismo se aplica al término «súbdito», sustituido por el de «conciudadanos».[25]
- La izquierda se muestra partidaria de que Luis Felipe renuncie a la flor de lis de Francia. Pero el rey se niega categóricamente. No lleva las armas completas de Francia que lució Carlos X, sino que conserva las de la casa Orleans, de Francia con el lambel plateado, que aparecerá en el sello oficial del Estado.[26]

La ceremonia oficial de proclamación de la Monarquía de Julio tuvo lugar el 9 de agosto de 1830 en el palacio Borbón, en la sala provisional de deliberaciones de la Cámara de Diputados, adornada con banderas tricolores. Frente al trono se colocaron tres taburetes, junto a los cuales se disponen, sobre cojines, los cuatro símbolos de la realeza: la corona, el cetro, la espada y la mano de justicia. En el hemiciclo se instalaron a la derecha a unos noventa pares, con traje de chaqueta, en lugar de los diputados legitimistas que rehúyen de la ceremonia, mientras que el centro y la izquierda están ocupados por los diputados. Ninguno de los diplomáticos acreditados en París apareció en las galerías reservadas al cuerpo diplomático.
A las dos de la tarde, Luis Felipe, escoltado por sus dos hijos mayores, el duque de Chartres y el duque de Nemours, apareció entre vítores. Los tres iban de uniforme, sin más adorno que el gran cordón de la Legión de Honor. El duque de Orleans saludó a la asamblea y ocupó su lugar en el asiento central, frente al trono, con sus hijos a cada lado, luego, una vez sentado, se cubrió, de acuerdo con las antiguas costumbres monárquicas. El presidente de la Cámara de Diputados, Casimir Perier, leyó la declaración del 7 de agosto, tras lo cual el presidente de la Cámara de Pares, el barón Pasquier, trajo el acta de membresía de la cámara alta. Luis Felipe declaró entonces que aceptaba sin restricciones ni reservas «las cláusulas y compromisos [de estos dos actos] [...] y el título de rey de los franceses» y que está dispuesto a jurar cumplirlos. El guardián del Sello, Dupont de l'Eure, le presentó el formulario de juramento, inspirado en el de 1791, que Luis Felipe, descubriéndose y levantando la mano derecha, pronunció en voz alta:
« En presencia de Dios, juro observar fielmente la Carta Constitucional, con las modificaciones expresadas en la declaración; gobernar solo por ley; hacer el bien y hacer justicia a cada uno según su derecho, y actuar en todas las cosas con el único propósito del interés, la felicidad y la gloria del pueblo francés. »
La Asamblea entonces aclama al nuevo rey mientras tres mariscales y un general del reino vienen a presentarle los atributos de la realeza: la corona por parte de Macdonald, el cetro por Oudinot, la espada por Mortier y la mano de la justicia por Molitor. Ascendiendo al trono, Luis Felipe se sienta en él y da un breve discurso antes de regresar al Palais-Royal en compañía de sus hijos, sin escolta y dando muchos apretones de manos por el camino.
Despertando el entusiasmo de los partidarios del nuevo régimen, la ceremonia fue objeto del sarcasmo de sus adversarios.
El nuevo régimen, fruto de un compromiso contra natura, disgusta tanto a los republicanos, que le reprochan su falta de ratificación popular, como a los legitimistas, que lo ven como una usurpación. Pero la Monarquía de Julio no está tan mal considerada para la opinión pública. El pueblo que se rebeló contra los Borbones no lo hizo para instaurar la república, y el pequeño puñado de activistas que avivó el fuego lo sabe bien; se levantó espoleado sobre todo, como Thiers vio claramente, por el odio al «partido sacerdotal» que Carlos X y Polignac parecían instalar en el poder. En cuanto a la burguesía de las ciudades y la aristocracia del Imperio, buscaban, con el favor del movimiento, hacerse con su parte de un poder que consideraban cada vez más confiscado, bajo la Restauración, en beneficio de una aristocracia muy limitada. Desde este doble punto de vista, la monarquía de julio, decididamente laica y que dará un lugar privilegiado a la burguesía, respondía a las aspiraciones del país.

#### La instalación del nuevo régimen
El día 30 el «ciudadano-rey» es ovacionado por la multitud frente al Palais-Royal. Las multitudes animan a Luis Felipe para que cante La Marsellesa o La Parisienne. Pero como dijo el compositor Pierre-Jean de Béranger, el rey desempeñó un papel compositivo y se apresuró a quitarse la máscara.
Los revolucionarios crearon clubes populares, como los clubes de la revolución de 1789, varios de los cuales eran extensiones de las sociedades secretas republicanas. Exigieron reformas políticas o sociales, y pidieron la pena de muerte para cuatro ministros de Carlos X que fueron detenidos cuando intentaban salir de Francia: Polignac, Chantelauze, Guernon-Ranville y Peyronnet. Las huelgas y las manifestaciones aumentaron, agravando la recesión económica.
En plena recesión económica, para reactivar la actividad, el gobierno votó, en el otoño de 1830, un crédito de 5 millones para financiar obras públicas, principalmente carreteras. Luego, ante la proliferación de quiebras y el aumento del paro, especialmente en París, el gobierno propone otorgar una garantía estatal a los préstamos a empresas en crisis con una dotación de 60 millones; finalmente, la Cámara vota a principios de octubre un crédito de 30 millones destinado a subvenciones.
El 27 de agosto, la Monarquía de Julio tuvo que afrontar su primer escándalo con la muerte del último príncipe de Condé, hallado colgado del pomo de la ventana de su habitación en el castillo de Saint-Leu. Luis Felipe y la reina María Amelia son acusados sin prueba por los legitimistas de haberlo asesinado para permitir que su hijo, el duque de Aumale, designado como su heredero universal, se quede con su inmensa fortuna.
Los partidarios de «Enrique V», que disputaban la legitimidad del acceso al trono de Luis Felipe, serían los legitimistas a los que se hace referencia como los henriquinquistes. En efecto, los legitimistas «reales» consideraban que Carlos X seguía siendo rey y que su abdicación era nula, considerándose a Luis Felipe como un usurpador. Su legitimidad no solo era cuestionada por el conde de Chambord, sino también por los republicanos. Por tanto, Luis Felipe gobernaba desde el centro, uniendo las tendencias realistas (orleanistas) y liberales.
A diferencia de la de su antecesor, Carlos X, su monarquía fue constitucional, y recibió (al menos mientras se sostuvo) el apoyo social de la burguesía y el beneficio de un ciclo económico expansivo, durante el que Francia accedió plenamente a la Revolución Industrial (la época del «enrichissez-vous»), con lo que las diferencias sociales entre la burguesía y el proletariado se agudizaron. Suele recibir el nombre de Monarquía de Julio, por el mes de la revolución que lo ascendió al trono. Por tal motivo, las monarquías europeas le motejaron como Rey de las barricadas. Las barricadas de 1848 le apartaron del poder, dando paso a la Segunda República.
En 1837, bloqueó el Río de la Plata, afectando a Argentina y Uruguay. En 1838, sus barcos llegaron a Veracruz, México, bloquearon el puerto e intervinieron en el país, en el episodio histórico que se conoce como Guerra de los pasteles, la primera intervención francesa en el país norteamericano.
Al frente del gobierno, se mostró reservado y prudente y manifestó un gran apego por el poder. Contaba con el apoyo social de la burguesía y el beneficio de un ciclo económico expansivo. Sin embargo, poco a poco se apoyó en el partido de la resistencia monárquica y, a partir de 1840, en Guizot. En política exterior, comenzó por acercarse a Gran Bretaña, debido al temor que tenía que los insulares iniciasen cualquier tipo de conflicto. Por ello firmó la «primera Entente Cordiale» (1840-1846), que ponía fin a la rivalidad franco-británica en el Mediterráneo y en España. Luis Felipe inició entonces un acercamiento a Viena para que su reinado fuera mejor valorado por los países autoritarios.

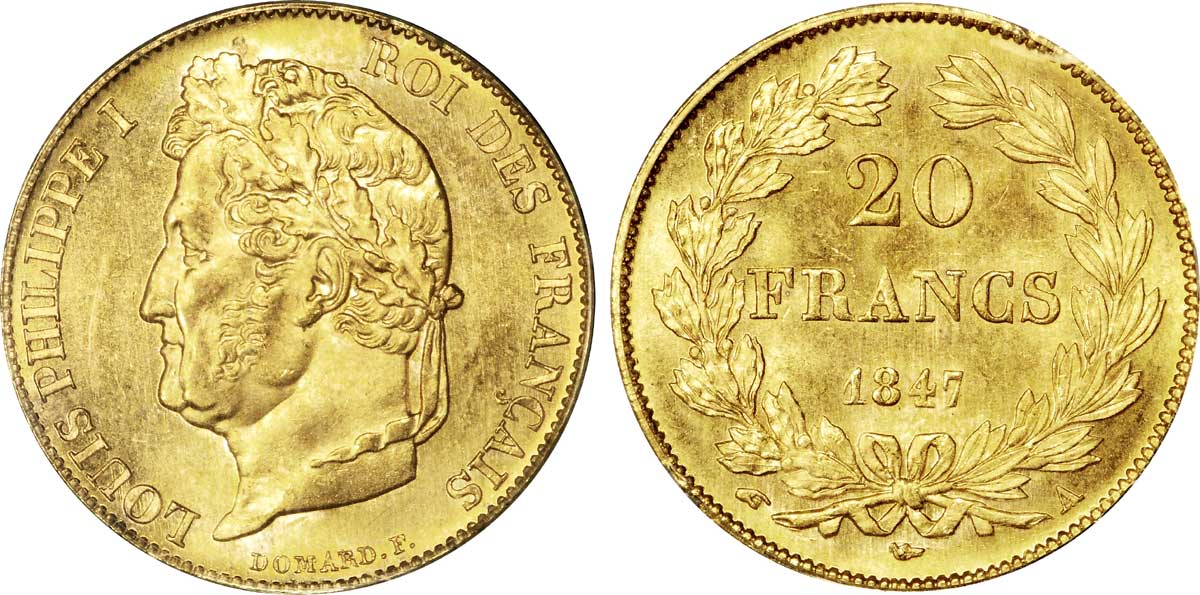
Efigie de Luis Felipe I en una moneda de oro de 20 francos.

En 1846 Luis Felipe supuestamente formó parte de una tentativa monarquista en el país sudamericano de Ecuador. Según Francisco Michelena y Rojas, embajador ecuatoriano en Londres, los planes de crear un Reino de Ecuador que había trazado el expresidente de ese país, Juan José Flores, habrían tenido eco en las principales cortes europeas con pretensiones en América. Michelena acusaba principalmente a Francia de agitarse en distintas formas para establecer su dominación, ofreciendo sus príncipes bajo alianzas de familia, o su protectorado, tratando de influir en los gobiernos contra los intereses nacionales y humillando sus nóveles nacionalidades; y para ello el dinero necesario para la expedición prevendría del mismo rey Luis Felipe.
Por otra parte Manuel Moreno, embajador argentino en Londres, sospechaba también de la intervención francesa en Ecuador, pues creía que la candidatura al trono ecuatoriano que le habían ofrecido a Agustín Muñoz y Borbón, tercer hijo del segundo matrimonio de la reina María Cristina de Borbón-Dos Sicilias, no era sino aparente y provisional, y que en el fondo todo estaba dirigido por el monarca francés para acabar con la otra parte del Tratado de Utrecht, y atraer con el tiempo a la Casa de Orleans hacia Hispanoamérica. Moreno basaba su hipótesis en el casamiento de Antonio de Orleans, duque de Montpensier y noveno hijo del rey francés, con la infanta española Luisa Fernanda de Borbón, también hija de la mencionada María Cristina y hermana de Isabel II, en cuyo beneficio sería en realidad la futura monarquía que pretendían instaurar en América desde Ecuador. Finalmente, y por diferentes motivos, estos planes de Flores no se llegaron a concretar nunca.

### Revolución de 1848
Los últimos meses de su reinado se caracterizaron por la crisis general que azotaba el país. Era una crisis financiera, económica, política y moral, que se vio agudizada por la imprudencia del propio rey, quien no supo ver el peligro que corría su dinastía bajo la política ultraconservadora de Guizot.
El 22 de febrero numerosos estudiantes, a los que se unieron trabajadores, marcharon por las calles de París protestando por la prohibición del banquete e ignorando que había sido cancelado. Marcharon hasta la Asamblea Nacional demandando el sufragio universal y la dimisión del gobierno de Guizot. El rey, ante una situación que veía insostenible, decidió entonces abdicar en favor de su nieto de nueve años, Felipe conde de París, confiando la regencia a su nuera, la duquesa de Orleans.
Por la tarde del mismo día, la duquesa se dirigió a la Asamblea Nacional para la investidura de su hijo como nuevo monarca de Francia y para que se proclamara oficialmente su regencia. Pero, recordando el fracaso de la Revolución de 1830, los republicanos y la izquierda parlamentaria desconfiaban de la monarquía constitucional y exigían ahora la instauración de la república. Apoyados por la presión popular de los manifestantes que irrumpieron en la Asamblea, se decidió la formación de un gobierno provisional bajo la presidencia del veterano Dupont de l'Eure. Luis Felipe abdicó y huyó con su familia al Reino Unido. El gobierno provisional proclamó la II República, decretó el sufragio universal masculino, fijó la jornada laboral en 10-11 horas y reconoció el derecho al trabajo para todos los ciudadanos.
Con su abdicación, Luis Felipe afirmó que la colección reunida por él en la Galerie Espagnole del Louvre hasta 1848, era su colección de arte y por tanto debía considerarse como una posesión personal, una reclamación que le permitió disponer de ella en última instancia. La colección fue vendida en una subasta en 1853.

## Títulos y tratamientos
| ● 6 de octubre de 1773-18 de noviembre de 1785:      | Su alteza serenísima Luis Felipe de Orleans, príncipe de sangre, duque de Valois         |
| ● 18 de noviembre de 1785-23 de junio de 1790:       | Su alteza serenísima Luis Felipe de Orleans, príncipe de sangre, duque de Chartres       |
| ● 14 de septiembre de 1791-15 de septiembre de 1792: | El príncipe francés                                                                      |
| ● 6 de abril de 1814-21 de septiembre de 1824:       | Su alteza serenísima Luis Felipe de Orleans, primer príncipe de sangre, duque de Orleans |
| ● 21 de septiembre de 1824-9 de agosto de 1830:      | Su alteza real Luis Felipe de Orleans, primer príncipe de sangre, duque de Orleans       |
| ● 9 de agosto de 1830-24 de febrero de 1848:         | Su majestad el rey de los franceses                                                      |
| ● 24 de febrero de 1848-26 de agosto de 1850:        | Luis Felipe de Orleans, conde de Neuilly                                                 |

## Ancestros
| \| \| \| \| \| \| \| \| \| \| \| \| \| \| \| \| \| \| \| \| 16. Felipe II de Orleans \| \| \| \| \| \| \| \| \| \| \| \| \| \| \| \| \| \| \| \| \| \| \| \| \| \| \| \| \| \| \| \| \| \| \| \| \| \| \| \| \| \| \| \| \| \| \| \| \| \| \| \| \| \| 8. Luis I de Orleans \| \| \| \| \| \| \| \| \| \| \| \| \| \| \| \| \| \| \| \| \| \| \| \| \| \| \| \| \| \| \| \| \| \| \| \| \| \| \| \| \| \| \| \| \| \| \| \| \| \| \| \| \| \| 17. Francisca María de Borbón \| \| \| \| \| \| \| \| \| \| \| \| \| \| \| \| \| \| \| \| \| \| \| \| \| \| \| \| \| \| \| \| \| \| \| \| \| \| \| \| \| \| \| \| \| \| \| \| \| \| \| \| \| \| 4. Luis Felipe I de Orleans \| \| \| \| \| \| \| \| \| \| \| \| \| \| \| \| \| \| \| \| \| \| \| \| \| \| \| \| \| \| \| \| \| \| \| \| \| \| \| \| \| \| \| \| \| \| \| \| \| \| \| \| \| \| 18. Luis Guillermo de Baden-Baden \| \| \| \| \| \| \| \| \| \| \| \| \| \| \| \| \| \| \| \| \| \| \| \| \| \| \| \| \| \| \| \| \| \| \| \| \| \| \| \| \| \| \| \| \| \| \| \| \| \| \| \| \| \| 9. Augusta de Baden \| \| \| \| \| \| \| \| \| \| \| \| \| \| \| \| \| \| \| \| \| \| \| \| \| \| \| \| \| \| \| \| \| \| \| \| \| \| \| \| \| \| \| \| \| \| \| \| \| \| \| \| \| \| 19. Francisca de Sajonia-Lauenburgo \| \| \| \| \| \| \| \| \| \| \| \| \| \| \| \| \| \| \| \| \| \| \| \| \| \| \| \| \| \| \| \| \| \| \| \| \| \| \| \| \| \| \| \| \| \| \| \| \| \| \| \| \| \| 2. Luis Felipe II de Orleans \| \| \| \| \| \| \| \| \| \| \| \| \| \| \| \| \| \| \| \| \| \| \| \| \| \| \| \| \| \| \| \| \| \| \| \| \| \| \| \| \| \| \| \| \| \| \| \| \| \| \| \| \| \| 20. Francisco Luis de Borbón-Conti \| \| \| \| \| \| \| \| \| \| \| \| \| \| \| \| \| \| \| \| \| \| \| \| \| \| \| \| \| \| \| \| \| \| \| \| \| \| \| \| \| \| \| \| \| \| \| \| \| \| \| \| \| \| 10. Luis Armando II de Borbón-Conti \| \| \| \| \| \| \| \| \| \| \| \| \| \| \| \| \| \| \| \| \| \| \| \| \| \| \| \| \| \| \| \| \| \| \| \| \| \| \| \| \| \| \| \| \| \| \| \| \| \| \| \| \| \| 21. María Teresa de Borbón-Condé \| \| \| \| \| \| \| \| \| \| \| \| \| \| \| \| \| \| \| \| \| \| \| \| \| \| \| \| \| \| \| \| \| \| \| \| \| \| \| \| \| \| \| \| \| \| \| \| \| \| \| \| \| \| 5. Luisa Enriqueta de Borbón-Conti \| \| \| \| \| \| \| \| \| \| \| \| \| \| \| \| \| \| \| \| \| \| \| \| \| \| \| \| \| \| \| \| \| \| \| \| \| \| \| \| \| \| \| \| \| \| \| \| \| \| \| \| \| \| 22. Luis III de Borbón-Condé \| \| \| \| \| \| \| \| \| \| \| \| \| \| \| \| \| \| \| \| \| \| \| \| \| \| \| \| \| \| \| \| \| \| \| \| \| \| \| \| \| \| \| \| \| \| \| \| \| \| \| \| \| \| 11. Luisa Isabel de Borbón-Condé \| \| \| \| \| \| \| \| \| \| \| \| \| \| \| \| \| \| \| \| \| \| \| \| \| \| \| \| \| \| \| \| \| \| \| \| \| \| \| \| \| \| \| \| \| \| \| \| \| \| \| \| \| \| 23. Luisa Francisca de Borbón \| \| \| \| \| \| \| \| \| \| \| \| \| \| \| \| \| \| \| \| \| \| \| \| \| \| \| \| \| \| \| \| \| \| \| \| \| \| \| \| \| \| \| \| \| \| \| \| \| \| \| \| \| \| 1. Luis Felipe I de Francia \| \| \| \| \| \| \| \| \| \| \| \| \| \| \| \| \| \| \| \| \| \| \| \| \| \| \| \| \| \| \| \| \| \| \| \| \| \| \| \| \| \| \| \| \| \| \| \| \| \| \| \| \| \| 24. Luis XIV de Francia \| \| \| \| \| \| \| \| \| \| \| \| \| \| \| \| \| \| \| \| \| \| \| \| \| \| \| \| \| \| \| \| \| \| \| \| \| \| \| \| \| \| \| \| \| \| \| \| \| \| \| \| \| \| 12. Luis Alejandro de Borbón \| \| \| \| \| \| \| \| \| \| \| \| \| \| \| \| \| \| \| \| \| \| \| \| \| \| \| \| \| \| \| \| \| \| \| \| \| \| \| \| \| \| \| \| \| \| \| \| \| \| \| \| \| \| 25. Francisca de Montespan \| \| \| \| \| \| \| \| \| \| \| \| \| \| \| \| \| \| \| \| \| \| \| \| \| \| \| \| \| \| \| \| \| \| \| \| \| \| \| \| \| \| \| \| \| \| \| \| \| \| \| \| \| \| 6. Luis Juan María de Borbón \| \| \| \| \| \| \| \| \| \| \| \| \| \| \| \| \| \| \| \| \| \| \| \| \| \| \| \| \| \| \| \| \| \| \| \| \| \| \| \| \| \| \| \| \| \| \| \| \| \| \| \| \| \| 26. Anne Jules de Noailles \| \| \| \| \| \| \| \| \| \| \| \| \| \| \| \| \| \| \| \| \| \| \| \| \| \| \| \| \| \| \| \| \| \| \| \| \| \| \| \| \| \| \| \| \| \| \| \| \| \| \| \| \| \| 13. María Victoria de Noailles \| \| \| \| \| \| \| \| \| \| \| \| \| \| \| \| \| \| \| \| \| \| \| \| \| \| \| \| \| \| \| \| \| \| \| \| \| \| \| \| \| \| \| \| \| \| \| \| \| \| \| \| \| \| 27. María Francisca de Bournonville \| \| \| \| \| \| \| \| \| \| \| \| \| \| \| \| \| \| \| \| \| \| \| \| \| \| \| \| \| \| \| \| \| \| \| \| \| \| \| \| \| \| \| \| \| \| \| \| \| \| \| \| \| \| 3. Luisa María Adelaida de Borbón \| \| \| \| \| \| \| \| \| \| \| \| \| \| \| \| \| \| \| \| \| \| \| \| \| \| \| \| \| \| \| \| \| \| \| \| \| \| \| \| \| \| \| \| \| \| \| \| \| \| \| \| \| \| 28. Reinaldo III de Módena \| \| \| \| \| \| \| \| \| \| \| \| \| \| \| \| \| \| \| \| \| \| \| \| \| \| \| \| \| \| \| \| \| \| \| \| \| \| \| \| \| \| \| \| \| \| \| \| \| \| \| \| \| \| 14. Francisco III de Módena \| \| \| \| \| \| \| \| \| \| \| \| \| \| \| \| \| \| \| \| \| \| \| \| \| \| \| \| \| \| \| \| \| \| \| \| \| \| \| \| \| \| \| \| \| \| \| \| \| \| \| \| \| \| 29. Carlota Felicidad de Brunswick-Luneburgo \| \| \| \| \| \| \| \| \| \| \| \| \| \| \| \| \| \| \| \| \| \| \| \| \| \| \| \| \| \| \| \| \| \| \| \| \| \| \| \| \| \| \| \| \| \| \| \| \| \| \| \| \| \| 7. María Teresa Felicidad de Este \| \| \| \| \| \| \| \| \| \| \| \| \| \| \| \| \| \| \| \| \| \| \| \| \| \| \| \| \| \| \| \| \| \| \| \| \| \| \| \| \| \| \| \| \| \| \| \| \| \| \| \| \| \| 30. Felipe II de Orleans (=16) \| \| \| \| \| \| \| \| \| \| \| \| \| \| \| \| \| \| \| \| \| \| \| \| \| \| \| \| \| \| \| \| \| \| \| \| \| \| \| \| \| \| \| \| \| \| \| \| \| \| \| \| \| \| 15. Carlota Aglaé de Orleans \| \| \| \| \| \| \| \| \| \| \| \| \| \| \| \| \| \| \| \| \| \| \| \| \| \| \| \| \| \| \| \| \| \| \| \| \| \| \| \| \| \| \| \| \| \| \| \| \| \| \| \| \| \| 31. Francisca María de Borbón (=17) \| \| \| \| \| \| \| \| \| \| \| \| \| \| \| \| \| \| \| \| \| \| \| \| \| \| \| \| \| \| \| \| \| \| \| \| \| \| \| \| \| \| \| \| \| \| \| \| \| \| \| \| |                                              |  |  |  |  |  |  |  |  |  |  |  |  |  |  |  |
| |                                              |  |  |  |  |  |  |  |  |  |  |  |  |  |  |  |
| | 16. Felipe II de Orleans                     |  |  |  |  |  |  |  |  |  |  |  |  |  |  |  |
| |                                              |  |  |  |  |  |  |  |  |  |  |  |  |  |  |  |
| |                                              |  |  |  |  |  |  |  |  |  |  |  |  |  |  |  |
| | 8. Luis I de Orleans                         |  |  |  |  |  |  |  |  |  |  |  |  |  |  |  |
| |                                              |  |  |  |  |  |  |  |  |  |  |  |  |  |  |  |
| |                                              |  |  |  |  |  |  |  |  |  |  |  |  |  |  |  |
| | 17. Francisca María de Borbón                |  |  |  |  |  |  |  |  |  |  |  |  |  |  |  |
| |                                              |  |  |  |  |  |  |  |  |  |  |  |  |  |  |  |
| |                                              |  |  |  |  |  |  |  |  |  |  |  |  |  |  |  |
| | 4. Luis Felipe I de Orleans                  |  |  |  |  |  |  |  |  |  |  |  |  |  |  |  |
| |                                              |  |  |  |  |  |  |  |  |  |  |  |  |  |  |  |
| |                                              |  |  |  |  |  |  |  |  |  |  |  |  |  |  |  |
| | 18. Luis Guillermo de Baden-Baden            |  |  |  |  |  |  |  |  |  |  |  |  |  |  |  |
| |                                              |  |  |  |  |  |  |  |  |  |  |  |  |  |  |  |
| |                                              |  |  |  |  |  |  |  |  |  |  |  |  |  |  |  |
| | 9. Augusta de Baden                          |  |  |  |  |  |  |  |  |  |  |  |  |  |  |  |
| |                                              |  |  |  |  |  |  |  |  |  |  |  |  |  |  |  |
| |                                              |  |  |  |  |  |  |  |  |  |  |  |  |  |  |  |
| | 19. Francisca de Sajonia-Lauenburgo          |  |  |  |  |  |  |  |  |  |  |  |  |  |  |  |
| |                                              |  |  |  |  |  |  |  |  |  |  |  |  |  |  |  |
| |                                              |  |  |  |  |  |  |  |  |  |  |  |  |  |  |  |
| | 2. Luis Felipe II de Orleans                 |  |  |  |  |  |  |  |  |  |  |  |  |  |  |  |
| |                                              |  |  |  |  |  |  |  |  |  |  |  |  |  |  |  |
| |                                              |  |  |  |  |  |  |  |  |  |  |  |  |  |  |  |
| | 20. Francisco Luis de Borbón-Conti           |  |  |  |  |  |  |  |  |  |  |  |  |  |  |  |
| |                                              |  |  |  |  |  |  |  |  |  |  |  |  |  |  |  |
| |                                              |  |  |  |  |  |  |  |  |  |  |  |  |  |  |  |
| | 10. Luis Armando II de Borbón-Conti          |  |  |  |  |  |  |  |  |  |  |  |  |  |  |  |
| |                                              |  |  |  |  |  |  |  |  |  |  |  |  |  |  |  |
| |                                              |  |  |  |  |  |  |  |  |  |  |  |  |  |  |  |
| | 21. María Teresa de Borbón-Condé             |  |  |  |  |  |  |  |  |  |  |  |  |  |  |  |
| |                                              |  |  |  |  |  |  |  |  |  |  |  |  |  |  |  |
| |                                              |  |  |  |  |  |  |  |  |  |  |  |  |  |  |  |
| | 5. Luisa Enriqueta de Borbón-Conti           |  |  |  |  |  |  |  |  |  |  |  |  |  |  |  |
| |                                              |  |  |  |  |  |  |  |  |  |  |  |  |  |  |  |
| |                                              |  |  |  |  |  |  |  |  |  |  |  |  |  |  |  |
| | 22. Luis III de Borbón-Condé                 |  |  |  |  |  |  |  |  |  |  |  |  |  |  |  |
| |                                              |  |  |  |  |  |  |  |  |  |  |  |  |  |  |  |
| |                                              |  |  |  |  |  |  |  |  |  |  |  |  |  |  |  |
| | 11. Luisa Isabel de Borbón-Condé             |  |  |  |  |  |  |  |  |  |  |  |  |  |  |  |
| |                                              |  |  |  |  |  |  |  |  |  |  |  |  |  |  |  |
| |                                              |  |  |  |  |  |  |  |  |  |  |  |  |  |  |  |
| | 23. Luisa Francisca de Borbón                |  |  |  |  |  |  |  |  |  |  |  |  |  |  |  |
| |                                              |  |  |  |  |  |  |  |  |  |  |  |  |  |  |  |
| |                                              |  |  |  |  |  |  |  |  |  |  |  |  |  |  |  |
| | 1. Luis Felipe I de Francia                  |  |  |  |  |  |  |  |  |  |  |  |  |  |  |  |
| |                                              |  |  |  |  |  |  |  |  |  |  |  |  |  |  |  |
| |                                              |  |  |  |  |  |  |  |  |  |  |  |  |  |  |  |
| | 24. Luis XIV de Francia                      |  |  |  |  |  |  |  |  |  |  |  |  |  |  |  |
| |                                              |  |  |  |  |  |  |  |  |  |  |  |  |  |  |  |
| |                                              |  |  |  |  |  |  |  |  |  |  |  |  |  |  |  |
| | 12. Luis Alejandro de Borbón                 |  |  |  |  |  |  |  |  |  |  |  |  |  |  |  |
| |                                              |  |  |  |  |  |  |  |  |  |  |  |  |  |  |  |
| |                                              |  |  |  |  |  |  |  |  |  |  |  |  |  |  |  |
| | 25. Francisca de Montespan                   |  |  |  |  |  |  |  |  |  |  |  |  |  |  |  |
| |                                              |  |  |  |  |  |  |  |  |  |  |  |  |  |  |  |
| |                                              |  |  |  |  |  |  |  |  |  |  |  |  |  |  |  |
| | 6. Luis Juan María de Borbón                 |  |  |  |  |  |  |  |  |  |  |  |  |  |  |  |
| |                                              |  |  |  |  |  |  |  |  |  |  |  |  |  |  |  |
| |                                              |  |  |  |  |  |  |  |  |  |  |  |  |  |  |  |
| | 26. Anne Jules de Noailles                   |  |  |  |  |  |  |  |  |  |  |  |  |  |  |  |
| |                                              |  |  |  |  |  |  |  |  |  |  |  |  |  |  |  |
| |                                              |  |  |  |  |  |  |  |  |  |  |  |  |  |  |  |
| | 13. María Victoria de Noailles               |  |  |  |  |  |  |  |  |  |  |  |  |  |  |  |
| |                                              |  |  |  |  |  |  |  |  |  |  |  |  |  |  |  |
| |                                              |  |  |  |  |  |  |  |  |  |  |  |  |  |  |  |
| | 27. María Francisca de Bournonville          |  |  |  |  |  |  |  |  |  |  |  |  |  |  |  |
| |                                              |  |  |  |  |  |  |  |  |  |  |  |  |  |  |  |
| |                                              |  |  |  |  |  |  |  |  |  |  |  |  |  |  |  |
| | 3. Luisa María Adelaida de Borbón            |  |  |  |  |  |  |  |  |  |  |  |  |  |  |  |
| |                                              |  |  |  |  |  |  |  |  |  |  |  |  |  |  |  |
| |                                              |  |  |  |  |  |  |  |  |  |  |  |  |  |  |  |
| | 28. Reinaldo III de Módena                   |  |  |  |  |  |  |  |  |  |  |  |  |  |  |  |
| |                                              |  |  |  |  |  |  |  |  |  |  |  |  |  |  |  |
| |                                              |  |  |  |  |  |  |  |  |  |  |  |  |  |  |  |
| | 14. Francisco III de Módena                  |  |  |  |  |  |  |  |  |  |  |  |  |  |  |  |
| |                                              |  |  |  |  |  |  |  |  |  |  |  |  |  |  |  |
| |                                              |  |  |  |  |  |  |  |  |  |  |  |  |  |  |  |
| | 29. Carlota Felicidad de Brunswick-Luneburgo |  |  |  |  |  |  |  |  |  |  |  |  |  |  |  |
| |                                              |  |  |  |  |  |  |  |  |  |  |  |  |  |  |  |
| |                                              |  |  |  |  |  |  |  |  |  |  |  |  |  |  |  |
| | 7. María Teresa Felicidad de Este            |  |  |  |  |  |  |  |  |  |  |  |  |  |  |  |
| |                                              |  |  |  |  |  |  |  |  |  |  |  |  |  |  |  |
| |                                              |  |  |  |  |  |  |  |  |  |  |  |  |  |  |  |
| | 30. Felipe II de Orleans (=16)               |  |  |  |  |  |  |  |  |  |  |  |  |  |  |  |
| |                                              |  |  |  |  |  |  |  |  |  |  |  |  |  |  |  |
| |                                              |  |  |  |  |  |  |  |  |  |  |  |  |  |  |  |
| | 15. Carlota Aglaé de Orleans                 |  |  |  |  |  |  |  |  |  |  |  |  |  |  |  |
| |                                              |  |  |  |  |  |  |  |  |  |  |  |  |  |  |  |
| |                                              |  |  |  |  |  |  |  |  |  |  |  |  |  |  |  |
| | 31. Francisca María de Borbón (=17)          |  |  |  |  |  |  |  |  |  |  |  |  |  |  |  |
| |                                              |  |  |  |  |  |  |  |  |  |  |  |  |  |  |  |
| |                                              |  |  |  |  |  |  |  |  |  |  |  |  |  |  |  |

## Sucesión
| Predecesor: Luis Felipe II José de Orleans                  | Duque de Orleans 1793-1830           | Sucesor: Fernando Felipe de Orleans                                                                                      |
| Predecesor: Carlos X (como rey de Francia y de Navarra)     | Lugarteniente general del Reino 1830 | Sucesor: Él mismo (como rey de los franceses)                                                                            |
| Predecesor: Él mismo (como lugarteniente general del Reino) | Rey de los franceses 1830-1848       | Sucesor: Jacques-Charles Dupont de l'Eure (Presidente del Consejo de Ministros del Gobierno Provisional de la República) |